# Litchfield (Nuevo Hampshire)
Litchfield es un municipio situado en el condado de Hillsborough, Nuevo Hampshire, Estados Unidos. Tiene una población estimada, a mediados de 2022, de 8515 habitantes.

## Geografía
La localidad está ubicada en las coordenadas 42°50′46″N 71°28′6″O / 42.84611, -71.46833. Según la Oficina del Censo, tiene una superficie total de 39.64 km², de los cuales 38.65 km² corresponden a tierra firme y 0.99 km² están cubiertos de agua.

## Demografía
Según el censo de 2020, en ese momento había 8478 personas residiendo en la localidad. La densidad de población era de 219.4 hab./km². El 92.31% de los habitantes eran blancos, el 0.65% eran afroamericanos, el 0.18% eran amerindios, el 0.91% eran asiáticos, el 0.07% eran isleños del Pacífico, el 1.07% eran de otras razas y el 4.81% son de una mezcla de razas. Del total de la población, el 3.11% eran hispanos o latinos de cualquier raza.